# Équipe type de la K League
L'équipe type de la K League (en coréen : K리그 베스트 11) est une récompense remise chaque année par le championnat de Corée du Sud aux onze joueurs qui composeraient la meilleure équipe de la saison. L'équipe type de la saison de la K League est sélectionnée chaque année. Le numéro en parenthèses, qui figure à côté du nom du joueur, indique le nombre de fois où le joueur figure dans cette liste.

## Palmarès
| Année | Gardien de but                             | Défenseurs | Milieux de terrain | Attaquants |
| ----- | ------------------------------------------ | --- | --- | --- |
| 1983  | Cho Byung-deuk (Hallelujah FC)             | Park Sung-hwa (Hallelujah FC) Kim Chul-soo (POSCO Atoms) Chang Woe-ryong (Daewoo Royals) Lee Kang-jo (Yukong Elephants)                                        | Cho Kwang-rae (Daewoo Royals) Park Chang-sun (Hallelujah FC) | Park Yoon-ki (Yukong Elephants) Lee Kil-yong (POSCO Atoms) Lee Chun-seok (Daewoo Royals) Kim Yong-se (Yukong Elephants) |
| 1984  | Oh Yun-kyo (Yukong Elephants)              | Chung Yong-hwan (Daewoo Royals) Park Kyung-hoon (POSCO Atoms) Park Sung-hwa (2) (Hallelujah FC) Chung Jong-soo (Yukong Elephants)                              | Park Chang-sun (2) (Hallelujah FC) Huh Jung-moo (Hyundai Horang-i) Cho Young-jeung (Lucky-Goldstar Hwangso)                                                                            | Choi Soon-ho (POSCO Atoms) Lee Tae-ho (Daewoo Royals) Baek Jong-chul (Hyundai Horang-i)                                 |
| 1985  | Kim Hyun-tae (Lucky-Goldstar Hwangso)      | Chang Woe-ryong (2) (Daewoo Royals) Han Moon-bae (Lucky-Goldstar Hwangso) Kim Chul-soo (POSCO Atoms) Choi Kang-hee (Hyundai Horang-i)                          | Park Sang-in (Hallelujah FC) Lee Heung-sil (POSCO Atoms) Park Hang-seo (Lucky-Goldstar Hwangso)                                                                                        | Kim Yong-se (2) (Yukong Elephants) Piyapong Pue-on (Lucky-Goldstar Hwangso) Kang Deuk-soo (Lucky-Goldstar Hwangso)      |
| 1986  | Kim Hyun-tae (2) (Lucky-Goldstar Hwangso)  | Kim Pyung-seok (Hyundai Horang-i) Cho Young-jeung (2) (Lucky-Goldstar Hwangso) Park No-bong (Daewoo Royals) Choi Kang-hee (2) (Hyundai Horang-i)               | Cho Min-kook (Lucky-Goldstar Hwangso) Lee Heung-sil (2) (POSCO Atoms) Yoon Sung-hyo (Hanil Bank FC)                                                                                    | Kim Yong-se (3) (Yukong Elephants) Chung Hae-won (Daewoo Royals) Ham Hyun-gi (Hyundai Horang-i)                         |
| 1987  | Kim Poong-joo (Daewoo Royals)              | Gu Sang-bum (Lucky-Goldstar Hwangso) Choi Gi-bong (Yukong Elephants) Chung Yong-hwan (2) (Daewoo Royals) Park Kyung-hoon (2) (POSCO Atoms)                     | Kim Sam-soo (Hyundai Horang-i) Noh Soo-jin (Yukong Elephants) Lee Heung-sil (3) (POSCO Atoms)                                                                                          | Choi Sang-kook (POSCO Atoms) Chung Hae-won (2) (Daewoo Royals) Kim Joo-sung (Daewoo Royals)                             |
| 1988  | Oh Yun-kyo (2) (Hyundai Horang-i)          | Choi Kang-hee (3) (Hyundai Horang-i) Choi Tae-jin (Daewoo Royals) Son Hyung-sun (Daewoo Royals) Kang Tae-sik (POSCO Atoms)                                     | Choi Jin-han (Lucky-Goldstar Hwangso) Kim Sang-ho (POSCO Atoms) Hwang Bo-kwan (Yukong Elephants)                                                                                       | Lee Kee-keun (POSCO Atoms) Ham Hyun-gi (2) (Hyundai Horang-i) Shin Dong-chul (Yukong Elephants)                         |
| 1989  | Cha Sang-kwang (Lucky-Goldstar Hwangso)    | Lim Jong-heon (Ilhwa Chunma FC) Cho Yoon-hwan (Yukong Elephants) Choi Yun-kyum (Yukong Elephants) Lee Young-ik (Lucky-Goldstar Hwangso)                        | Lee Heung-sil (4) (POSCO Atoms) Cho Duck-je (Daewoo Royals) Kang Jae-soon (Hyundai Horang-i)                                                                                           | Yoon Sang-chul (Lucky-Goldstar Hwangso) Cho Keung-yeon (POSCO Atoms) Noh Soo-jin (2) (Yukong Elephants)                 |
| 1990  | Yoo Dae-soon (Yukong Elephants)            | Lim Jong-heon (2) (Ilhwa Chunma FC) Choi Young-jun (Lucky-Goldstar Hwangso) Choi Tae-jin (2) (Lucky-Goldstar Hwangso) Lee Jae-hee (Daewoo Royals)              | Choi Jin-han (2) (Lucky-Goldstar Hwangso) Lee Heung-sil (5) (POSCO Atoms) Choi Dae-shik (Lucky-Goldstar Hwangso)                                                                       | Yoon Sang-chul (2) (Lucky-Goldstar Hwangso) Lee Tae-ho (2) (Daewoo Royals) Song Ju-seok (Hyundai Horang-i)              |
| 1991  | Kim Poong-joo (2) (Daewoo Royals)          | Chung Yong-hwan (3) (Daewoo Royals) Park Hyun-yong (Daewoo Royals) Tadeusz Świątek (Yukong Elephants)                                                          | Kim Hyun-seok (Hyundai Horang-i) Lee Young-jin (LG Cheetahs) Kim Joo-sung (2) (Daewoo Royals) Choi Kang-hee (4) (Hyundai Horang-i) Lee Sang-yoon (Ilhwa Chunma FC)                     | Lee Kee-keun (2) (POSCO Atoms) Ko Jeong-woon (Ilhwa Chunma FC)                                                          |
| 1992  | Valeri Sarychev (Ilhwa Chunma FC)          | Hong Myung-bo (POSCO Atoms) Lee Jong-hwa (Ilhwa Chunma FC) Park Jung-bae (LG Cheetahs)                                                                         | Shin Hong-gi (Hyundai Horang-i) Kim Hyun-seok (2) (Hyundai Horang-i) Shin Tae-yong (Ilhwa Chunma FC) Park Tae-ha (POSCO Atoms) Shin Dong-chul (2) (Yukong Elephants)                   | Park Chang-hyun (POSCO Atoms) Lim Keun-jae (LG Cheetahs)                                                                |
| 1993  | Valeri Sarychev (2) (Ilhwa Chunma FC)      | Choi Young-il (Hyundai Horang-i) Lee Jong-hwa (2) (Ilhwa Chunma FC) Yoo Dong-kwan (POSCO Atoms)                                                                | Kim Pan-keun (Daewoo Royals) Shin Tae-yong (2) (Ilhwa Chunma FC) Kim Dong-hae (LG Cheetahs) Lee Sang-yoon (2) (Ilhwa Chunma FC) Kim Bong-gil (Yukong Elephants)                        | Cha Sang-hae (POSCO Atoms) Yoon Sang-chul (3) (LG Cheetahs)                                                             |
| 1994  | Valeri Sarychev (3) (Ilhwa Chunma FC)      | An Ik-soo (Ilhwa Chunma FC) Yoo Sang-chul (Hyundai Horang-i) Hong Myung-bo (2) (POSCO Atoms) Huh Ki-tae (Yukong Elephants)                                     | Hwang Bo-kwan (2) (Yukong Elephants) Shin Tae-yong (3) (Ilhwa Chunma FC) Ko Jeong-woon (2) (Ilhwa Chunma FC)                                                                           | Yoon Sang-chul (4) (LG Cheetahs) Rade Bogdanović (POSCO Atoms) Kim Kyung-rae (Chonbuk Buffalo)                          |
| 1995  | Valeri Sarychev (4) (Ilhwa Chunma FC)      | Choi Young-il (2) (Hyundai Horang-i) Hong Myung-bo (3) (Pohang Atoms) Huh Ki-tae (2) (Yukong Elephants)                                                        | Ko Jeong-woon (3) (Ilhwa Chunma FC) Kim Hyun-seok (3) (Hyundai Horang-i) Shin Tae-yong (4) (Ilhwa Chunma FC) Amir Teljigović (Daewoo Royals) Kim Pan-keun (2) (LG Cheetahs)            | Hwang Sun-hong (Pohang Atoms) Roh Sang-rae (Chunnam Dragons)                                                            |
| 1996  | Kim Byung-ji (Ulsan Hyundai Horang-i)      | Yoon Sung-hyo (2) (Suwon Bluewings) Kim Joo-sung (3) (Busan Daewoo Royals) Huh Ki-tae (3) (Bucheon SK)                                                         | Shin Tae-yong (5) (Cheonan Ilhwa Chunma) Pavel Badea (Suwon Bluewings) Hong Myung-bo (4) (Pohang Atoms) Ha Seok-ju (Busan Daewoo Royals) Kim Hyun-seok (4) (Ulsan Hyundai Horang-i)    | Rade Bogdanović (2) (Pohang Atoms) Sergueï Burdin (Bucheon SK)                                                          |
| 1997  | Shin Bum-chul (Busan Daewoo Royals)        | Kim Joo-sung (4) (Busan Daewoo Royals) Maciel (Chunnam Dragons) An Ik-soo (2) (Pohang Steelers)                                                                | Kim Hyun-seok (5) (Ulsan Hyundai Horang-i) Shin Jin-won (Daejeon Citizen) Kim In-wan (Chunnam Dragons) Lee Jin-haeng (Suwon Bluewings) Jung Jae-kwon (Busan Daewoo Royals)             | Radivoje Manić (Busan Daewoo Royals) Serhiy Skachenko (Chunnam Dragons)                                                 |
| 1998  | Kim Byung-ji (2) (Busan Daewoo Royals)     | An Ik-soo (3) (Pohang Steelers) Maciel (2) (Chunnam Dragons) Lee Lim-saeng (Bucheon SK)                                                                        | Ko Jong-soo (Suwon Bluewings) Yoo Sang-chul (2) (Ulsan Hyundai Horang-i) Baek Seung-chul (Pohang Steelers) Ahn Jung-hwan (Busan Daewoo Royals) Jung Jeong-soo (Ulsan Hyundai Horang-i) | Kim Hyun-seok (6) (Ulsan Hyundai Horang-i) Saša Drakulić (Suwon Bluewings)                                              |
| 1999  | Lee Woon-jae (Suwon Bluewings)             | Kang Chul (Bucheon SK) Kim Joo-sung (5) (Busan Daewoo Royals) Maciel (3) (Chunnam Dragons) Shin Hong-gi (2) (Suwon Bluewings)                                  | Seo Jung-won (Suwon Bluewings) Ko Jong-soo (2) (Suwon Bluewings) Denis Laktionov (Suwon Bluewings) Ko Jeong-woon (4) (Pohang Steelers)                                                 | Ahn Jung-hwan (2) (Busan Daewoo Royals) Saša Drakulić (2) (Suwon Bluewings)                                             |
| 2000  | Valeri Sarychev (5) (Anyang LG Cheetahs)   | Kang Chul (2) (Bucheon SK) Lee Lim-saeng (2) (Bucheon SK) Kim Hyun-soo (Seongnam Ilhwa Chunma) Maciel (4) (Chunnam Dragons)                                    | André (Anyang LG Cheetahs) Shin Tae-yong (6) (Seongnam Ilhwa Chunma) Jeon Kyung-jun (Bucheon SK) Denis Laktionov (2) (Suwon Bluewings)                                                 | Choi Yong-soo (Anyang LG Cheetahs) Kim Do-hoon (Jeonbuk Hyundai Motors)                                                 |
| 2001  | Valeri Sarychev (6) (Anyang LG Cheetahs)   | Zoran Urumov (Busan I'Cons) Kim Hyun-soo (2) (Seongnam Ilhwa Chunma) Kim Yong-hee (Seongnam Ilhwa Chunma) Lee Young-pyo (Anyang LG Cheetahs)                   | Shin Tae-yong (7) (Seongnam Ilhwa Chunma) Seo Jung-won (2) (Suwon Bluewings) Song Chong-gug (Busan I'Cons) Nam Ki-il (Bucheon SK)                                                      | Woo Sung-yong (Busan I'Cons) Sandro (Suwon Bluewings)                                                                   |
| 2002  | Lee Woon-jae (2) (Suwon Bluewings)         | Kim Hyun-soo (3) (Seongnam Ilhwa Chunma) Kim Tae-young (Chunnam Dragons) Choi Jin-cheul (Jeonbuk Hyundai Motors) Hong Myung-bo (5) (Pohang Steelers)           | Shin Tae-yong (8) (Seongnam Ilhwa Chunma) Lee Chun-soo (Ulsan Hyundai Horang-i) André (2) (Anyang LG Cheetahs) Seo Jung-won (3) (Suwon Bluewings)                                      | Kim Dae-eui (Seongnam Ilhwa Chunma) Yoo Sang-chul (3) (Ulsan Hyundai Horang-i)                                          |
| 2003  | Seo Dong-myung (Ulsan Hyundai Horang-i)    | Choi Jin-cheul (2) (Jeonbuk Hyundai Motors) Kim Tae-young (2) (Chunnam Dragons) Kim Hyun-soo (4) (Seongnam Ilhwa Chunma) Rogério Pinheiro (Pohang Steelers)    | Shin Tae-yong (9) (Seongnam Ilhwa Chunma) Denis Laktionov (3) (Seongnam Ilhwa Chunma) Lee Kwan-woo (Daejeon Citizen) Kim Nam-il (Chunnam Dragons)                                      | Kim Do-hoon (2) (Seongnam Ilhwa Chunma) Magno Alves (Jeonbuk Hyundai Motors)                                            |
| 2004  | Lee Woon-jae (3) (Suwon Bluewings)         | Rogério Pinheiro (2) (Pohang Steelers) Yoo Kyoung-youl (Ulsan Hyundai Horang-i) Javier Musa (Suwon Bluewings) Kwak Hee-ju (Suwon Bluewings)                    | Kim Dong-jin (FC Séoul) Tavares (Pohang Steelers) Kim Do-heon (Suwon Bluewings) Kim Dae-eui (2) (Suwon Bluewings)                                                                      | Nádson (Suwon Bluewings) Mota (Chunnam Dragons)                                                                         |
| 2005  | Kim Byung-ji (3) (Pohang Steelers)         | Lim Joong-yong (Incheon United) Yoo Kyoung-youl (2) (Ulsan Hyundai Horang-i) Cho Yong-hyung (Bucheon SK) Kim Young-chul (Seongnam Ilhwa Chunma)                | Lee Chun-soo (2) (Ulsan Hyundai Horang-i) Lee Ho (Ulsan Hyundai Horang-i) Kim Do-heon (2) (Seongnam Ilhwa Chunma) Cho Won-hee (Suwon Bluewings)                                        | Park Chu-young (FC Séoul) Leandro Machado (Ulsan Hyundai Horang-i)                                                      |
| 2006  | Park Ho-jin (Suwon Bluewings)              | Jang Hak-young (Seongnam Ilhwa Chunma) Mato Neretljak (Suwon Bluewings) Choi Jin-cheul (3) (Jeonbuk Hyundai Motors) Kim Young-chul (2) (Seongnam Ilhwa Chunma) | Kim Do-heon (3) (Seongnam Ilhwa Chunma) Lee Kwan-woo (2) (Suwon Bluewings) Baek Ji-hoon (Suwon Bluewings) Popó (Busan IPark)                                                           | Woo Sung-yong (2) (Seongnam Ilhwa Chunma) Kim Eun-jung (FC Séoul)                                                       |
| 2007  | Kim Byung-ji (4) (FC Séoul)                | Adilson (FC Séoul) Mato Neretljak (2) (Suwon Bluewings) Hwang Jae-won (Pohang Steelers) Jang Hak-young (2) (Seongnam Ilhwa Chunma)                             | Tavares (2) (Pohang Steelers) Lee Kwan-woo (3) (Suwon Bluewings) Kim Gi-dong (Pohang Steelers) Kim Do-heon (4) (Seongnam Ilhwa Chunma)                                                 | Lee Keun-ho (Daegu FC) Cabore (Gyeongnam FC)                                                                            |
| 2008  | Lee Woon-jae (4) (Suwon Bluewings)         | Adilson (2) (FC Séoul) Mato Neretljak (3) (Suwon Bluewings) Park Dong-hyuk (Ulsan Hyundai) Choi Hyo-jin (Pohang Steelers)                                      | Kim Hyeung-bum (Jeonbuk Hyundai Motors) Cho Won-hee (2) (Suwon Bluewings) Ki Sung-yueng (FC Séoul) Lee Chung-yong (FC Séoul)                                                           | Lee Keun-ho (2) (Daegu FC) Edu (Suwon Bluewings)                                                                        |
| 2009  | Shin Hwa-yong (Pohang Steelers)            | Kim Sang-sik (Jeonbuk Hyundai Motors) Kim Hyung-il (Pohang Steelers) Hwang Jae-won (2) (Pohang Steelers) Choi Hyo-jin (2) (Pohang Steelers)                    | Choi Tae-uk (Jeonbuk Hyundai Motors) Ki Sung-yueng (2) (FC Séoul) Kim Jung-woo (Seongnam Ilhwa Chunma) Eninho (Jeonbuk Hyundai Motors)                                                 | Lee Dong-gook (Jeonbuk Hyundai Motors) Denílson (Pohang Steelers)                                                       |
| 2010  | Kim Yong-dae (FC Séoul)                    | Adilson (3) (FC Séoul) Hong Jeong-ho (Jeju United) Saša Ognenovski (Seongnam Ilhwa Chunma) Choi Hyo-jin (3) (FC Séoul)                                         | Mauricio Molina (Seongnam Ilhwa Chunma) Yoon Bit-garam (Gyeongnam FC) Koo Ja-cheol (Jeju United) Eninho (2) (Jeonbuk Hyundai Motors)                                                   | Kim Eun-jung (2) (Jeju United) Dejan Damjanović (FC Séoul)                                                              |
| 2011  | Kim Young-kwang (Ulsan Hyundai)            | Park Won-jae (Jeonbuk Hyundai Motors) Kwak Tae-hwi (Ulsan Hyundai) Cho Sung-hwan (Jeonbuk Hyundai Motors) Choi Chul-soon (Jeonbuk Hyundai Motors)              | Yeom Ki-hun (Suwon Bluewings) Yoon Bit-garam (2) (Gyeongnam FC) Ha Dae-sung (FC Séoul) Eninho (3) (Jeonbuk Hyundai Motors)                                                             | Lee Dong-gook (2) (Jeonbuk Hyundai Motors) Dejan Damjanović (2) (FC Séoul)                                              |
| 2012  | Kim Yong-dae (2) (FC Séoul)                | Adilson (4) (FC Séoul) Jung In-whan (Incheon United) Kwak Tae-hwi (2) (Ulsan Hyundai) Kim Chang-soo (Busan IPark)                                              | Mauricio Molina (2) (FC Séoul) Ha Dae-sung (2) (FC Séoul) Hwang Jin-sung (Pohang Steelers) Lee Keun-ho (3) (Ulsan Hyundai)                                                             | Lee Dong-gook (3) (Jeonbuk Hyundai Motors) Dejan Damjanović (3) (FC Séoul)                                              |
| 2013  | Kim Seung-gyu (Ulsan Hyundai)              | Adilson (5) (FC Séoul) Kim Chi-gon (Ulsan Hyundai) Kim Won-il (Pohang Steelers) Lee Yong (Ulsan Hyundai)                                                       | Go Moo-yol (Pohang Steelers) Lee Myung-joo (Pohang Steelers) Ha Dae-sung (3) (FC Séoul) Leonardo (Jeonbuk Hyundai Motors)                                                              | Kim Shin-wook (Ulsan Hyundai) Dejan Damjanović (4) (FC Séoul)                                                           |
| 2014  | Kwoun Sun-tae (Jeonbuk Hyundai Motors)     | Hong Chul (Suwon Bluewings) Kim Ju-young (FC Séoul) Alex Wilkinson (Jeonbuk Hyundai Motors) Cha Du-ri (FC Séoul)                                               | Lim Sang-hyub (Busan IPark) Koh Myong-jin (FC Séoul) Lee Seung-gi (Jeonbuk Hyundai Motors) Han Kyo-won (Jeonbuk Hyundai Motors)                                                        | Lee Dong-gook (4) (Jeonbuk Hyundai Motors) Santos (Suwon Bluewings)                                                     |
| 2015  | Kwoun Sun-tae (2) (Jeonbuk Hyundai Motors) | Hong Chul (2) (Suwon Bluewings) Kim Kee-hee (Jeonbuk Hyundai Motors) Matej Jonjić (Incheon United) Cha Du-ri (2) (FC Séoul)                                    | Yeom Ki-hun (3) (Suwon Bluewings) Lee Jae-sung (Jeonbuk Hyundai Motors) Kwon Chang-hoon (Suwon Bluewings) Song Jin-hyung (Jeju United)                                                 | Lee Dong-gook (5) (Jeonbuk Hyundai Motors) Adriano (FC Séoul)                                                           |
| 2016  | Kwoun Sun-tae (3) (Jeonbuk Hyundai Motors) | Chung Woon (Jeju United) Osmar Ibáñez (FC Séoul) Matej Jonjić (2) (Incheon United) Ko Kwang-min (FC Séoul)                                                     | Leonardo (2) (Jeonbuk Hyundai Motors) Lee Jae-sung (2) (Jeonbuk Hyundai Motors) Kwon Chang-hoon (2) (Suwon Bluewings) Ricardo Lopes (Jeonbuk Hyundai Motors)                           | Jung Jo-gook (Gwangju FC) Adriano (2) (FC Séoul)                                                                        |
| 2017  | Jo Hyeon-woo (Daegu FC)                    | Kim Jin-su (Jeonbuk Hyundai Motors) Kim Min-jae (Jeonbuk Hyundai Motors) Oh Ban-suk (Jeju United) Choi Chul-soon (2) (Jeonbuk Hyundai Motors)                  | Yeom Ki-hun (4) (Suwon Bluewings) Lee Jae-sung (3) (Jeonbuk Hyundai Motors) Lee Chang-min (Jeju United) Lee Seung-gi (2) (Jeonbuk Hyundai Motors)                                      | Johnathan (Suwon Bluewings) Lee Keun-ho (4) (Gangwon FC)                                                                |
| 2018  | Jo Hyeon-woo (2) (Daegu FC)                | Hong Chul (3) (Suwon Bluewings) Kim Min-jae (2) (Jeonbuk Hyundai Motors) Richard Windbichler (Ulsan Hyundai) Lee Yong (2) (Jeonbuk Hyundai Motors)             | Negueba (Gyeongnam FC) Choi Young-jun (Gyeongnam FC) Elías Aguilar (Incheon United) Ricardo Lopes (2) (Jeonbuk Hyundai Motors)                                                         | Marcão (Gyeongnam FC) Júnior Negrão (Ulsan Hyundai)                                                                     |
| 2019  | Jo Hyeon-woo (3) (Daegu FC)                | Hong Chul (4) (Suwon Bluewings) Hong Jeong-ho (2) (Jeonbuk Hyundai Motors) Lee Yong (3) (Jeonbuk Hyundai Motors) Kim Tae-hwan (Ulsan Hyundai)                  | Moon Seon-min (Jeonbuk Hyundai Motors) Kim Bo-kyung (Ulsan Hyundai) Cesinha (Daegu FC) Wanderson (Pohang Steelers)                                                                     | Adam Taggart (Suwon Bluewings) Júnior Negrão (2) (Ulsan Hyundai)                                                        |

## Équipe type pour le30eanniversairede la K League (2013)
| Année | Gardien de but  | Défenseurs                                                | Milieux de terrain                                    | Attaquants                  |
| ----- | --------------- | --------------------------------------------------------- | ----------------------------------------------------- | --------------------------- |
| 2013  | Valeri Sarychev | Choi Kang-hee Kim Tae-young Hong Myung-bo Park Kyung-hoon | Kim Joo-sung Shin Tae-yong Yoo Sang-chul Seo Jung-won | Hwang Sun-hong Choi Soon-ho |

## Bilan
| Rang | Clubs | Équipe type |
| ---- | ----- | ----------- |
| 1    | 0     | 0           |

| Rang | Pays               | Équipe type |
| ---- | ------------------ | ----------- |
| 1    | Corée du Sud       | 327         |
| 2    | Brésil             | 40          |
| 3    | Tadjikistan        | 6           |
| 3    | Serbie             | 6           |
| 5    | Croatie            | 4           |
| 5    | Monténégro         | 4           |
| 5    | Russie             | 4           |
| 8    | Australie          | 3           |
| 9    | Colombie           | 2           |
| 10   | Autriche           | 1           |
| 10   | Costa Rica         | 1           |
| 10   | Espagne            | 1           |
| 10   | Argentine          | 1           |
| 10   | Ukraine            | 1           |
| 10   | Roumanie           | 1           |
| 10   | Bosnie-Herzégovine | 1           |
| 10   | Pologne            | 1           |
| 10   | Thaïlande          | 1           |